# جوزيف كليمنته
جوزيف كليمنته (8 نوفمبر 1987 بغوا في الهند - ) هو لاعب كرة قدم هندي في مركز الدفاع. لعب مع سبورتينغ غوا.

## وصلات خارجية
- جوزيف كليمنته على موقع قاعدة بيانات كرة القدم.إي يو (الإنجليزية)